# Camasària Filotecnos
Camasària Filotecnos (grec antic: Καμασαρύη Φιλότεκνος, 'que estima el fill') va ser una reina del Bòsfor que va regnar entre l'any 180 aC i el 160 aC. Camasària va rebre el nom de la reina Camasària, filla de Gorgip (389 aC - 349 aC), l'esposa del rei Parisades I. Era filla del rei Espàrtoc V i esposa del seu successor Parisades III.
Camasària va ser reina quan va morir el seu pare. Es va casar amb Parisades III, que potser era, segons el costum dels reis hel·lenístics, el seu germà o mig germà, o potser era fill de Leucó Higienont.
La reina va tenir molta activitat i el seu nom es troba en diverses inscripcions, especialment l'any 178/177 aC, quan va dedicar al temple d'Apol·lo de Dídima, prop de Milet un objecte daurat que pesava 187,5 monedes d'or. Després de la mort de Parisades III cap a l'any 170 aC, va regnar conjuntament amb el seu fill Parisades IV. En aquell moment la reina i el seu fill van adoptar respectivament els noms de Filotecnos (Φιλότεκνος, 'que estima els fills') i Filomètor (Φιλομήτωρ, 'que estima la seva mare'), seguint l'ús de la cort de la Dinastia ptolemaica i del rei contemporani Ptolemeu VI Filomètor, amb el qual mantenen relacions diplomàtiques i comercials. Cap a l'any 160 aC, la reina es va tornar a casar amb un tal Àrgot o Àrgotes, fill d'Isantos, que potser era un príncep escita i que apareix al seu costat amb el nom del seu fill en una inscripció.